# アリストデモス (メッセニア王)
アリストデモス（希：Ἀριστόδημος、ラテン文字転記：Aristodemos、在位：紀元前744年-紀元前736年もしくは紀元前724年-紀元前716年）はメッセニアの最後の王である。
先代の王エウパエスの時代よりメッセニアはスパルタと戦争をしていた（第一次メッセニア戦争）。戦争の最中、処女を生贄に捧げよという神託が下り、王族の出のアリストデモスは自らの娘を供犠に差し出した。
その5年後、エウパエスが戦死した。彼には子がいなかったために民衆が王を選出することになり、アリストデモスが王に選出された。アリストデモスは先王より戦いを引き継ぎ、代位5年目にあたる紀元前724年のイトメ山の戦いでスパルタ軍を大いに破った。この戦いの後、スパルタはトロイの木馬の戦術を真似て100人の男を逃亡者という触れ込みでメッセニア人が立て篭っていたイトメへと送ったが、アリストデモスは「ラケダイモンが働いた悪事は、こと新しいが、その術策は古い」と言って敵の策を看破した。
しかし、アリストデモスの奮戦虚しく戦況は悪化の一途を辿った。彼は娘の亡霊を夢に見たり、多くの不吉な予兆によって絶望し、さらに娘殺しが勝利を導かなかったことを思い、7年の在位の後に娘の墓前で自殺した。「王は、人間の思慮が及ぶかぎりでメッセニアを救ったが、運命は王の働きをも企図をも、何ひとつ成就させなかった」。彼の死から5年目にイトメが落ち、メッセニアは征服され、メッセニア人はスパルタ人によってヘロットの身に落とされた。

## 註
1. ↑  パウサニアス, IV. 9. 6-9
2. ↑  ibid, IV. 10. 1-4
3. ↑  ibid, IV. 10. 5
4. ↑  ibid, IV. 11. 1-8
5. ↑  ibid, IV. 12. 2
6. ↑  ibid, IV. 13. 2-4
7. ↑  ibid, IV. 13. 4